# Cratere Quthing
Quthing  è un cratere sulla superficie di Marte.